# 熱敏電阻溫度計
熱敏電阻溫度計是一種可量度體溫和室溫的溫度計，它有一個安培計/電流計和電源。當溫度升高時，電熱調節器（溫度計的探測器）所探測到的電流會増加，電阻會減少。當電流増加，溫度也表示會升高；當電阻増加，溫度也表示會降低。